# مطار لابو
مطار لابو (بالإنجليزية: Labo Airport)‏ (إياتا: OZC) هو مطار عام يخدم مدينة أوزاميز ويشغل المطار هيئة الطيران المدني الفلبينية.